# Jacques Hannak
Jacques Hannak (* 12. März 1892 in Wien; † 14. November 1973 ebenda) war ein österreichischer Schriftsteller und Journalist, Funktionär der Sozialdemokratischen Arbeiterpartei, des Austrian Labor Committees (ALC) und der Sozialistischen Partei Österreichs (SPÖ).

## Leben

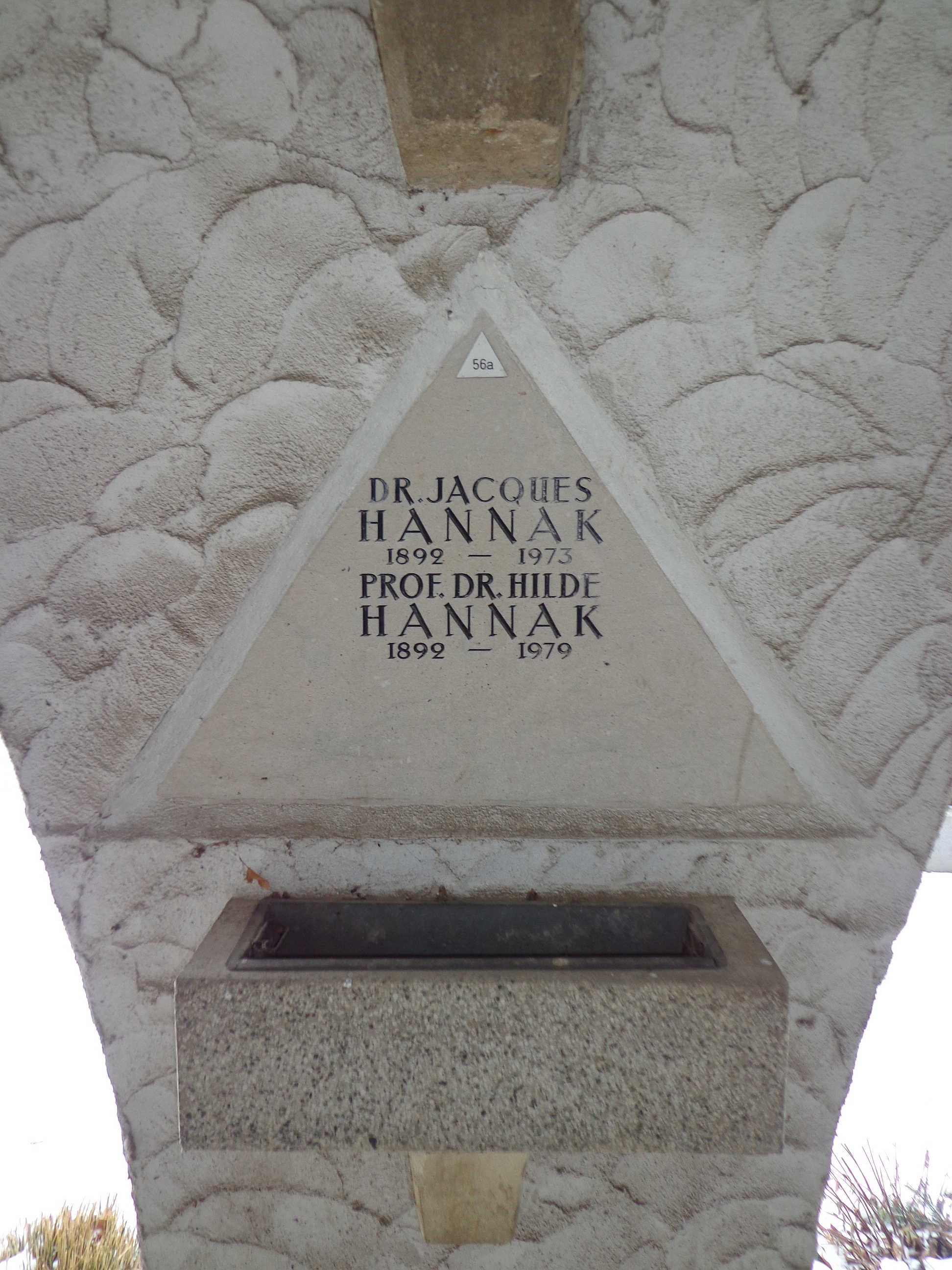
Feuerhalle Simmering – Urnengrab von Jacques und Hilde Hannak

Jacques Hannak, Sohn von Hermann und seiner Frau Fanny, geb. Glücklich, studierte an der Universität Wien Rechtswissenschaften und wurde 1920 zum Dr. iur. promoviert. Danach arbeitete er als Redakteur für die Arbeiter-Zeitung, zunächst für die Bereich Sport und Lokales, später für Politik und Kultur. Von 1920 bis 1928 war Hannak Mitarbeiter der sozialdemokratischen Monatszeitschrift Der Kampf sowie von 1921 bis 1934 Chefredakteur für die Gewerkschaftszeitung Arbeit und Wirtschaft.
Nach den Februarkämpfen 1934 war Hannak Mitglied des so genannten „Schattenkomitees“, das unter Leitung von Oscar Pollak und Otto Leichter als zentrale Widerstandsbewegung gegen den Ständestaat vor allem aus ehemaligen Parteiredakteuren und Mitarbeitern Arbeiter-Zeitung bestand. Daraus entstand ein „Fünferkomitee“ mit Manfred Ackermann als Vorsitzendem, das sich ab März 1934 „Zentralkomitee der Revolutionären Sozialisten“ nannte und u. a. den Nachrichten-Dienst herausgab, Chefredakteur dieser Zeitung war Hannak.
Unmittelbar nach dem „Anschluss“ Österreichs wurde Hannak als Jude und Sozialdemokrat mehrmals verhaftet und in die Konzentrationslager von Dachau und anschließend Buchenwald verbracht.
1939 konnte Hannak nach seiner Freilassung nach Brüssel flüchten, von wo aus er 1940 nach Paris gelangte. Nachdem er nach dem Einmarsch der Deutschen 1940 in Le Vernet wiederum interniert worden war, gelang ihm 1941 die Ausreise in die USA, wo er als Mitarbeiter für deutschsprachige Rundfunksendungen des „Office of War Information“ tätig war. Von 1942 bis 1945 gehörte er dem kleinen Funktionärskreis des Austrian Labor Committees an, einer offiziösen Nachfolgeorganisation der 1942 aufgelösten Auslandsvertretung der österreichischen Sozialisten.
1946 kehrte Hannak nach Wien zurück und war weiter als Journalist für die Arbeiter-Zeitung und Buchautor tätig. Bekannt wurden seine Gesprächsrunden über die Partei- und Politikgrenzen hinweg.
Sein ehrenhalber gewidmetes Grab befindet sich in der Feuerhalle Simmering (Abteilung ALI, Nummer 56A).

## Auszeichnungen
- 1960: Preis der Stadt Wien für Publizistik
- 1968: Dr. Karl Renner-Preis für Publizistik

## Werke
Eigene Publikationen:
- Geschlechtlichkeit. Eine Paraphrase Weiningerscher Ideen. Verlag der Verlage, Wien 1918.
- Österreichs Volkswirtschaft und die Sanierung. Referat für den Zweiten deutschösterreichischen Gewerkschaftskongreß. Zusammen mit Karl Renner. Verlag „Arbeit und Wirtschaft“, Wiener Volksbuchhandlung, Wien 1923.
- Sport und Geschäft. Sozialpädagogische Gesellschaft, Wien 1925 (Flugschriften der sozialpädagogischen Gesellschaft; Nr. 11).
- Wilhelm Steinitz. Der Michel Angelo des Schachspiels. Verlag der Wiener Schach-Zeitung, Wien 1936 
Edition Olms, Zürich 1989, ISBN 3-283-00105-7 (Nachdruck der Ausgabe von 1936 unter dem Titel Wilhelm Steinitz. Der Michelangelo des Schachspiels).
- Semmering-Baden 1937. Sammlung sämtlicher Partien des Turniers. Mit einem einleitenden Aufsatz von Jacques Hannak. Magyar Sakkvilág, Kecskemét 1937 (Deutsche Bücherei der ungarischen Schachwelt; Bd. 5).
- Emanuel Lasker. Biographie eines Schachweltmeisters. Mit einem Geleitwort von Albert Einstein. Engelhardt, Berlin 1952.
- Der Fürst, der sein Land verkaufte. Aus den Erinnerungen Ernst Rüdiger Starhembergs. Verlag der Wiener Volksbuchhandlung, Wien 1949.
- Vier Jahre Zweite Republik. Ein Rechenschaftsbericht der sozialistischen Partei. Verlag der Wiener Volksbuchhandlung, Wien 1949.
- Im Sturm eines Jahrhunderts. Eine volkstümliche Geschichte der Sozialistischen Partei Österreichs. Verlag der Wiener Volksbuchhandlung, Wien 1952.
- Vorposten der Freiheit. Österreich 1950 bis 1953. Verlag der Wiener Volksbuchhandlung, Wien 1954.
- Der Fall des Hans Weigel. Eine Notwendige Abrechnung. Selbstverlag, Wien 1959
- Bestandsaufnahme Österreich 1945–1963. Forum Verlag, Wien 1963.
- Männer und Taten. Zur Geschichte der österreichischen Arbeiterbewegung. Verlag der Wiener Volksbuchhandlung, Wien 1963.
- Der Weg ins Heute. Zwanzig Jahre Zweite Republik. Europa Verlag, Wien 1965.
- Karl Renner und seine Zeit. Versuch einer Biographie. Europa Verlag, Wien 1965.
- Johannes Schober. Mittelweg in die Katastrophe. Porträt eines Repräsentanten der verlorenen Mitte. Europa Verlag, Wien 1966.
- Vom Untertan zum Mitbürger. 100 Jahre Staatsgrundgesetze. Verlag des Österreichischen Gewerkschaftsbundes, Wien 1967.

Als Herausgeber oder Mitarbeiter:
- Neue Wiener Schachzeitung. Zusammen mit Albert Becker. Wien 1923–1949.
- Rubinstein gewinnt! 100 Glanzpartien des großen Schachkünstlers. Erläutert von Hans Kmoch. Biographische Einleitung von Jacques Hannak. Verlag der Wiener Schachzeitung, Wien 1933.
- Oskar Helmer: Ausgewählte Reden und Schriften. Europa Verlag, Wien 1963.
- Karl Renner: Die Nation. Mythos und Wirklichkeit. Reden und Schriften. Europa Verlag, Wien 1964.
- Adolf Schärf: Der Teil und das Ganze. Reden und Schriften. Europa Verlag, Wien 1965.
- Ernst Haeusserman: Im Banne des Burgtheaters. Reden und Aufsätze. Europa Verlag, Wien 1966.